# Pinterest
Pinterest – amerykański serwis społecznościowy umożliwiający dzielenie się materiałami wizualnymi (obrazami, GIF-ami, filmami). Szacuje się, że wartość rynkowa serwisu wynosi 11 miliardów dolarów. Posiada 444 milionów aktywnych użytkowników. Większość to kobiety, statystyki mówią, że jest ich aż 81%, a najliczniejsza grupa wiekowa to 25-34 lata. W Polsce Pinterest posiada 4,3 miliona użytkowników. Ponad 10% internautów poszukuje treści na temat marek i produktów, właśnie używając serwisu Pinterest. Aż 73% użytkowników sprawdza Pinterest'a kilka razy dziennie, a 57% z nich przynajmniej raz kupiło coś przez platformę.

## Nazwa
Nazwa Pinterest wywodzi się z dwóch angielskich słów: „pin” (przypiąć/szpilka) i „interest” (zainteresowania). Każdy element umieszczony w obrębie portalu jest określany mianem pina, który użytkownik może umieścić sam na swojej tablicy lub podpiąć pin, który zamieścił inny użytkownik.

## Funkcja
Założeniem portalu jest stworzenie w sieci przestrzeni, funkcjonującej jak interaktywna tablica korkowa. W odróżnieniu od innych mediów społecznościowych, których główną funkcją jest publikowanie własnej treści, Pinterest pozwala na zapisywanie treści uznanych przez użytkownika za wartościowe, głównie w celu inspirowania się lub motywowania. Oprogramowanie serwisu Pinterest pozwala użytkownikowi publikować znalezione i stworzone treści wizualnych w jednym miejscu oraz ich tematyczne segregowanie. Inny użytkownik może „polubić” poszczególne elementy, skomentować je oraz umieścić w swojej kolekcji określanej mianem tablicy, w celu zapamiętania ich lub wykorzystania w przyszłości. Każdą z powstałych tablic zalogowany użytkownik może edytować za pomocą ustawień tablicy (nazwa, opis, okładka oraz status widoczności). Istnieje również możliwość przesyłania pinów drogą mailową do dowolnych osób spoza portalu oraz tworzenie tablic grupowych, które umożliwiają współpracę pomiędzy twórcami nad konkretną tablicą. Istnieje również możliwość wygenerowania tablic ukrytych, widocznych tylko dla twórcy i zaproszonych osób. W obrębie portalu, oprócz użytkowników prywatnych funkcjonują również firmy, blogerzy, graficy i inni twórcy, dla których Pinterest jest platformą do promowania swoich produktów lub usług. Dla tych użytkowników stworzone zostało narzędzie gromadzące statystyki dotyczące publikowanych postów. Dostarcza ono informacji na temat demografii i zainteresowań odbiorców, wyświetleń oraz przypięć, a także aktywności, która pochodzi z pochodnych stron internetowych.

## Historia
Pomysł na Pinterest narodził się już w 2008 roku, lecz pierwsze działania, mające na celu wdrożenie tego pomysłu w życie, zostały podjęte w pod koniec 2009 roku przez założycieli serwisu: Bena Silbermanna, Paula Sciarra i Evana Sharpa. Wstępne prace nad serwisem zostały ukończone w marcu 2010 roku, co pozwoliło udostępnić wersję beta serwisu. W marcu 2011 roku została opublikowana aplikacja mobilna na telefony z systemami iOS. Po raz pierwszy w Polsce, Pinterest został uwzględniony w wynikach badań Megapanel PBI/Gemius w lutym 2012 roku. Liczył wówczas ponad 130 tys. użytkowników. Miesiąc później liczba ta wynosiła ok. 210 000. W lutym 2012 roku odnotowywano średnio 4 mln wejść dziennie na serwis, w kwietniu 2012 – dwa razy więcej. W roku 2016 Pinterest osiągnął liczbę 150 milionów unikalnych użytkowników miesięcznie, z czego 70 milionów pochodziło ze Stanów Zjednoczonych, a 80 milionów spoza USA. Kolejnym kamieniem milowym było odnotowanie w 2018 roku, 250 milionów aktywnych użytkowników na portalu, z czego około 80% nowych użytkowników rejestrowała się z terenów Stanów Zjednoczonych.
Pinterest zatrudnia ponad 2200 pracowników na całym świecie.
18 grudnia 2013 roku została udostępniona wersja serwisu w języku polskim.